# 何文縉
何文縉（1455年—?），字德章，廣東廣州府南海縣人，民籍，明朝政治人物。

## 生平
早年出身縣學增廣生，进廣東鄉試第二十四名舉人。成化十四年（1478年）戊戌科會試第一百七十八名，殿試登進士第三甲第一百零三名，弘治十八年（1505年）任廣西梧州府知府。

## 家族
曾祖父何勝全。祖父何廣成。父亲何英。母张氏，繼母賈氏。具慶下。弟文紀、文綱。